# Grubbia
Grubbia je jediný rod čeledi Grubbiaceae vyšších dvouděložných rostlin z řádu dřínotvaré (Cornales). Jsou to stálezelené, drobnolisté keře s hustými klasovitými květenstvími drobných, čtyřčetných, bezkorunných květů. Plodem je nažka nebo peckovice. Rod zahrnuje 3 druhy a je rozšířen výhradně v jihoafrickém Kapsku.

## Popis
Stálezelené erikoidní keře se vstřícnými kožovitými listy. Listy jsou jednoduché, celokrajné, čárkovité nebo kopinaté, na okraji podvinuté, bez palistů. Květy jsou v hustých úžlabních klasovitých květenstvích, drobné, pravidelné, oboupohlavné, podepřené listeny. Kalich je ze 4 plátků, koruna chybí. Tyčinek je 8. Semeník je spodní, srostlý ze 2 plodolistů, zpočátku se 2 komůrkami, později jednokomůrkový, s jednou čnělkou a 1 vajíčkem v každém plodolistu. Plody jsou nažky nebo peckovice v kompaktním plodenství připomínajícím šišku cypřiše.

## Rozšíření
Rod zahrnuje 3 druhy, rostoucí jako endemity v jihoafrickém Kapsku.

## Taxonomie
Čeleď Grubbiaceae je podle molekulárních studií sesterskou skupinou čeledi Curtisiaceae.
Rod Strobilocarpus byl vřazen do rodu Grubbia.